# Михайло Єронім Радзивілл
Михайло Єронім Радзивілл (*10 жовтня 1744 — 28 березня 1831) — державний діяч, урядник часів занепаду Речі Посполитої.

## Життєпис
Походив з литовсько-білоруського магнатського роду Радзивіллів. Син Мартіна Миколая Радзивілла, кравчого великого литовського, та Марти Трембицької. Народився у 1744 році в Кракові. Виховувався в будинку свого опікуна — гетьмана великого литовського і воєводи віленського Михайла Казимира Радзивілла, де отримав домашню освіту, а також музичне виховання. Надалі навчався у Львові і Несвіжі у 1757—1763 роках.
У 1767 році стає членом Радомської конфедерації. Того ж року був обраний послом від Берестейського воєводства на так званий сейм Репніна. У 1771 році отримав посаду мечника великого литовського. 23 жовтня 1767 року ввійшов до складу сеймової делегації, яка була створена під тиском російського посла — князя Миколи Рєпніна — для затвердження колишнього устрою в Речі Посполитої.
У 1771 році оженився на представниці роду Пшездецьких. У 1772 році отримав орден Білого Орла. Відзначився як гарний господарних, що добре керував своїм маєтностями, значно збільшивши свої статки.
У 1773 році було обрано послом на сейм. Того ж року в Варшаві обирається маршалком конфедерації Великого князівства Литовського на Роздільному сеймі. Разом із Адамом Понінським, був обраний маршалком цього сейму. Приєднався до сеймової делегації, яка була створена під тиском дипломатів Російської імперії, Пруссії та Австрії для затвердження першого поділу Речі Посполитої. 18 вересня того ж року брав участь у підписанні договору про розподіл Речі Посполитої. Після цього стає кавалером ордену Святого Станіслава.
У 1773—1775 роках отримав щомісячно 1000 злотих від російського, прусського і австрійського дворів. На гроші, отримані ним від російського уряду, Михайло Ієронім Радзивілл в 1774 році купив маєток і палац в Неборові, де зібрав цікаву колекцію творів мистецтва (239 картин) та бібліотеку в 6 тис. томів.
У 1775 році став каштеляном віленським. У 1776 році домігся призначення свого сина Людвіка Миколая очільником Столовицької командорії Мальтійського ордену, але керував неї особисто. Землі командорії здавав в оренду, завдяки цьому отримав дохід у 30 тис. польських злотих.
У 1780—1783 і 1793—1794 роках був членом Постійної ради. У 1783 році стає членом Едукаційної комісії. У 1790 році призначається воєводою віленським. Отримує староства грабовське, коморовське, крашевське і міштадське. Його кар'єрі сприяв роман дружини Олени з королем Станіславом II. У 1791 році отримує орден Чорного Орла, в наступні роки — ордени Червоного Орла і Св. Губерта.
У 1792 році увійшов до списку польських депутатів і сенаторів, створений російським послом Яковом Булгаковим, кого міг би залучити російський уряд для участі в Тарговицької конфедерації. Того ж року приєднався до цієї конфедерації. У 1793 році очолив Едукаційну комісію. Того ж року стає послом від Берестейського воєводства на Гродненському сеймі. Був призначений королем Станіславом II Понятовським членом делегації для перемовин з російським послом Яковом Сиверсом. Згодом поставив підпис на документах про другий поділ Речі Посполитої. Також виграв суперечку щодо опікунства над своїм родичем Домініком Єронімом Радзивіллом, ординатом Несвізьким і Оликським.
У 1794 році під час повстання Костюшка знаходився в Санкт-Петербурзі, але не забороняв своїм урядникам надавати допомогу повстанцям і відправляти до них рекрутів. Потім відійшов від політичної діяльності. У 1797 році стає кавалером Мальтійського ордену.
У 1812 році Михайло Єронім приєднався до Генеральної конфедерацією Королівства Польського, заснованого французьким імператором Наполеоном I. У 1823 році стає 9-м ординат Клецьким. Помер у Варшаві у віці 87 років, був похований в Неборові.

## Родина
Дружина — Гелена, донька Антонія Тадеуша Пшездецького, підканцлера литовського
Діти:
- Людвік Микола (1773—1830), 10-й ординат Клецький, очільник Столовицької командоріх Мальтійського ордену
- Антоній Генріх (1776—1832), 1-й ординат на Пшигодзіце, 12-й ординат Несвізьий, 10-й ординат Олицький, князь-намісник великого князівства Познаньського у 1815—1831 роках
- Христина Магдалена (1776—1796)
- Михайло Гедеон (1778—1850), сенатор-воєвода Царства Польського
- Кароль Лукаш
- Анджей Валент (1780—1837/1838)
- Анеля (1781—1808), дружина князя Костянтина Адама Чорторийського
- Роза Катерина